# Bertelsmann
Bertelsmann SE & Co. KGaA est un groupe international dont le siège se trouve à Gütersloh, une ville de Rhénanie-du-Nord-Westphalie, en Allemagne. Comptant parmi les plus grandes entreprises de médias du monde, il opère également dans le secteur tertiaire ainsi que celui de l’enseignement.
Carl Bertelsmann fonda la société en 1835 en tant que maison d’édition. Après la Seconde Guerre mondiale, Bertelsmann se développa considérablement sous la direction de Reinhard Mohn et l’entreprise de taille moyenne se transforma en un grand groupe proposant des livres, mais aussi des chaînes de télévision, des stations de radio, de la musique, des revues et des prestations de services. Les domaines d’activité principaux sont les suivants : RTL Group, Penguin Random House, BMG, Arvato, Bertelsmann Printing Group, Bertelsmann Education Group et Bertelsmann Investments.
Bertelsmann est une entreprise non cotée en bourse, faisant appel public à l’épargne, qui reste encore considérablement sous le contrôle de la famille Mohn,,.

## Histoire

### 1835–1933

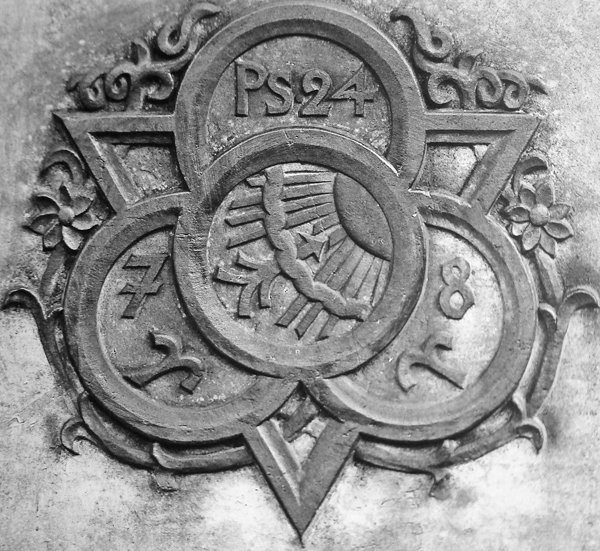
Logo historique de la maison d'édition (2012).

Le groupe actuel est issu de la maison d’édition C. Bertelsmann fondée en 1835 par Carl Bertelsmann à Gütersloh. Carl Bertelsmann était membre d'une communauté de réveil chrétien implantée à Minden-Ravensberg près de Minden, et il en publia la littérature au sein de sa maison d’édition. Au départ spécialisé dans la littérature théologique, l’éditeur élargit tout d’abord son offre pour inclure des livres et manuels scolaires, puis de plus en plus de littérature grand public dans les années 1920 et 1930.

### 1933–1945
Sous le Troisième Reich, la maison d’édition C. Bertelsmann se démarqua par sa collection de « Bertelsmann Volksausgaben » à prix abordable. Les livres relatant des expériences de guerre tels que « Fliegerbuch » traitant d'aviation de Werner von Langsdorff connurent un grand succès commercial. Heinrich Mohn soutenait la Schutzstaffel (la SS), une des principales organisations du régime nazi, et désirait faire de sa société une entreprise nationale-socialiste modèle.
Durant la guerre, la maison d’édition C. Bertelsmann devint le plus grand fournisseur de la Wehrmacht, avant même l’éditeur central du NSDAP Franz Eher. Le chiffre d’affaires de la maison d’édition C. Bertelsmann augmenta fortement, en particulier entre 1939 et 1941. Le site de Gütersloh n’employa pas de travailleurs juifs contraints au travail obligatoire, mais ce fut le cas d’imprimeries en Lituanie avec lesquelles l’éditeur C. Bertelsmann travaillait.
En 1944, la Reichsschrifttumskammer (Chambre de la littérature du Reich) ordonna sa fermeture afin de mobiliser « toutes les forces pour la victoire ». L’une des causes principales de cette fermeture était aussi la participation de collaborateurs de la maison d’édition à des trafics criminels de papiers qui avaient conduit à un procès en 1944,,.

### 1945–1970
Après la fin de la guerre, l’entreprise se présenta aux autorités de contrôle des Alliés comme une maison d’édition chrétienne de la Résistance ayant été poursuivie sur le plan politique. Les relations avec des organisations nationales-socialistes furent tout d’abord niées. À la suite de la révélation que de fausses déclarations ou du moins des déclarations insuffisantes avaient été faites, Heinrich Mohn démissionna de son poste de directeur de la maison d’édition.
Parmi ses trois fils, ce fut Reinhard Mohn qui reprit la maison d’édition C. Bertelsmann car Hans Heinrich Mohn était mort à la guerre et Sigbert Mohn était encore en captivité. En 1947, les Alliés accordèrent finalement une licence d’édition à la société. À la suite de la réforme monétaire de 1948, une crise des ventes toucha l’économie du livre, laquelle plongea aussi C. Bertelsmann dans une profonde crise financière. C’est dans ce contexte que fut créé le club de lecture Bertelsmann Lesering en 1950 afin de relancer les ventes. Les clients achetaient alors les livres par abonnement en échange de prix plus avantageux. L’activité commerciale s’éloigna de l’édition pour se porter de plus en plus sur la vente de livres ce qui se révèlera décisif pour la croissance future.
La maison d’édition C. Bertelsmann fut restructurée en 1959 : dorénavant, la littérature théologique parut chez l’éditeur Gütersloher Verlagshaus qui fusionna avec l’éditeur Rufer Verlag. La littérature générale, la poésie et l’art furent attribués à la maison d’édition Sigbert Mohn Verlag. L’éditeur C. Bertelsmann se concentra désormais sur les ouvrages de non-fiction, en particulier les lexiques, les guides pratiques, les livres spécialisés et les revues spécialisées.
Durant les années 1950 et 1960, Bertelsmann élargit son domaine d’activité à de nouveaux secteurs : l’entreprise se lança ainsi à la conquête du marché musical en 1956 avec le club de disques Schallplattenring. Ariola, l’un des plus performants labels allemands fut fondé deux ans plus tard, presque en même temps que le fabricant de disques Sonopress. Avec la Kommissionshaus Buch und Ton, qui laissera plus tard la place à la Vereinigte Verlagsauslieferung (VVA), Bertelsmann posa la première pierre de son activité tertiaire. En 1964, Bertelsmann racheta l’UFA déjà démembrée à la Deutsche Bank et s’en servit comme base pour développer son activité filmique et télévisuelle,. En 1969, Bertelsmann acheta des parts de l’éditeur de revues Gruner + Jahr. Une autre fusion prévue avec Axel Springer, pour laquelle un crédit de plusieurs millions fut temporairement contracté auprès de la Westdeutsche Landesbank, échoua en 1970.

### 1971–1983

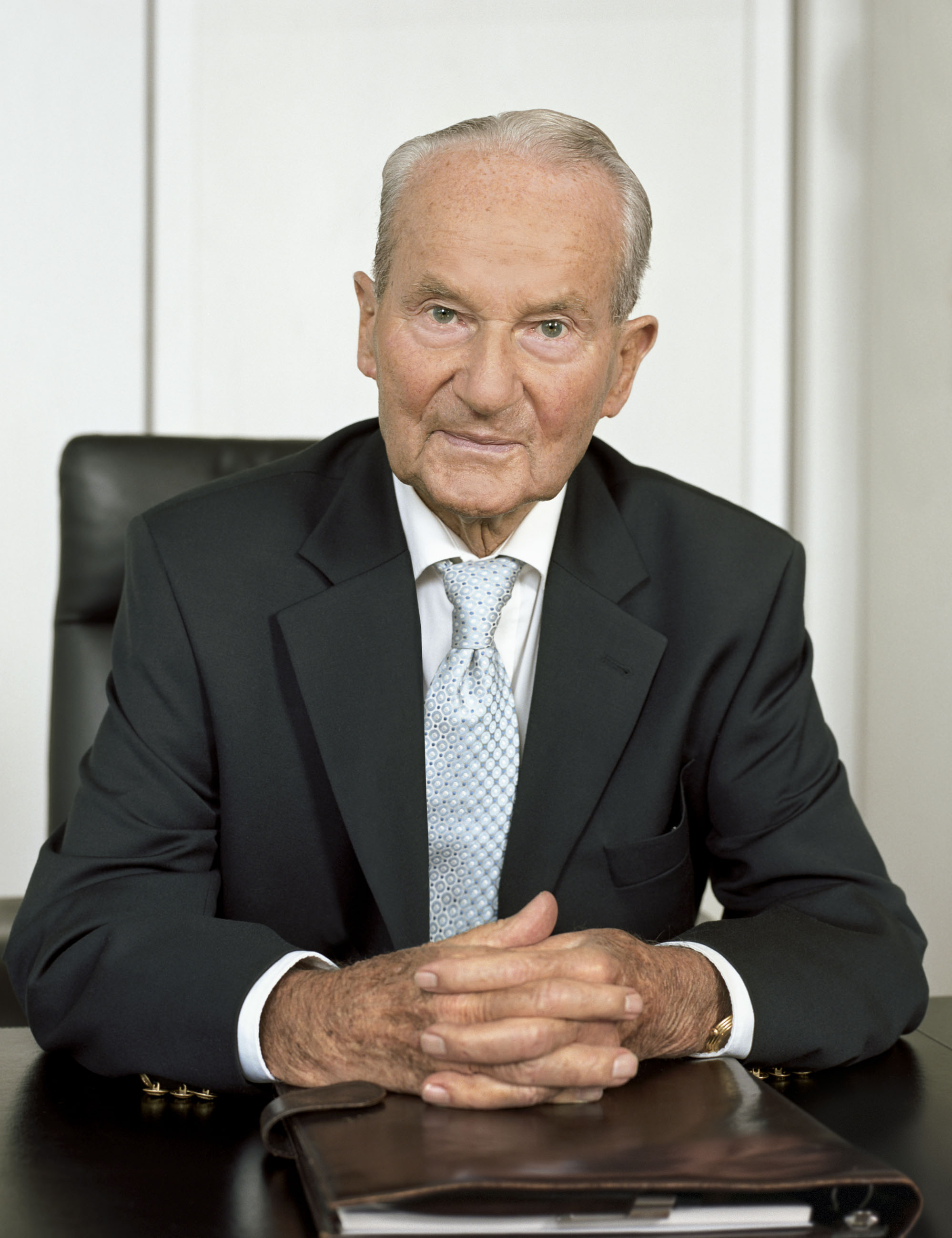
Portrait de Reinhard Mohn (2008).

À partir de 1971, Bertelsmann adopta le statut de société anonyme (Aktiengesellschaft). Les différentes maisons d’édition de plus en plus diversifiées furent rassemblées à la fin des années 1960 au sein du groupe éditorial Verlagsgruppe Bertelsmann. Ce dernier déplaça son siège de Gütersloh vers Munich en 1972. Des domaines d’activité essentiels furent maintenus à Gütersloh et un nouvel immeuble de bureaux fut construit pour eux au siège du groupe en 1976. Gütersloh abrite aujourd’hui encore le siège de la multinationale, appelé « Corporate Center ».
La croissance rapide du groupe conduit à des problèmes structurels et financiers. Dans les années 1970, les besoins de financement de Bertelsmann s’aggravèrent. De 1975 à 1980, le rendement du chiffre d’affaires tomba par exemple sous 1 %. De plus, le groupe fut soumis à de nouvelles réglementations pour le marché intérieur allemand, en particulier du fait de lois sur le contrôle des concentrations. Il lui devint quasiment impossible de faire de grandes acquisitions. En même temps, on assistait à une saturation du marché allemand concernant les clubs de livres (Bertelsmann Lesering), alors que les clubs de lecture lancés à l'étranger dégageaient la plus grande partie des recettes de ce domaine d’activité.
L’internationalisation du groupe avait en effet débutée dans les années 1960, et elle fut poursuivie : Bertelsmann acheta entre autres des parts des maisons d’édition Plaza & Janés sise à Barcelone et Bantam Books sise à New York. Une succursale d’Ariola fut ouverte aux États-Unis et Arista Records fut racheté. Des discussions portant sur la succession de Reinhard Mohn furent entamées durant la crise économique de 1979/1980. En 1981, il quitta son poste pour entrer au conseil de surveillance. Manfred Fischer, qui était auparavant directeur de Gruner + Jahr, devint le nouveau président-directeur général. Pour la première fois, Bertelsmann fut dirigé par un directeur ne faisant pas partie de la famille des propriétaires. Son successeur en 1983 au poste de président-directeur général de Bertelsmann fut Mark Wössner. Le début de son mandat fut marqué par l’affaire des faux carnets d’Hitler, qui entacha la réputation du magazine allemand Stern, de la maison d’édition Gruner + Jahr et de l’ensemble du groupe,.

### 1984–1993
Mark Wössner rattacha davantage les succursales au siège de Gütersloh,. Cela concerna en particulier les secteurs Business Development et Controlling. Sous la direction de Mark Wössner, Bertelsmann participa également à RTL Plus, la première chaîne de télévision privée en Allemagne. En 1986, Bertelsmann acheta la majorité des parts de RCA Records et fusionna ses activités sur le marché musical au sein de la nouvelle major Bertelsmann Music Group. Sonopress, une entreprise fondée en 1958 pour fabriquer des disques, ne faisait pas partie du Bertelsmann Music Group mais était alors attribuée au secteur de l’imprimerie et de l’industrie. Avec Doubleday, Bertelsmann acquit une autre célèbre maison d’édition américaine. Le groupe devint ainsi une entreprise de renommée mondiale et Bertelsmann fut temporairement la plus grande entreprise de médias du monde entier.
Durant l’exercice 1990/1991, Bertelsmann comptait plus de 45 000 collaborateurs et enregistrait un chiffre d’affaires de 14,5 milliards de marks par an. 63 % de ce chiffre d’affaires était réalisé hors de l’Allemagne, les États-Unis étant le marché étranger le plus important. Après la réunification de l’Allemagne et la fin de la guerre froide, Bertelsmann se développa en Allemagne de l’Est ainsi qu’en Europe centrale et orientale. En 1989, la première filiale du Club Bertelsmann fut par exemple ouverte à Dresde. La généralisation d’Internet comme média de masse ainsi que la modification de la structure de propriété furent décisifs pour le développement du groupe dans les années 1990. En 1993, Reinhard Mohn transféra la majorité des parts du capital à la Fondation Bertelsmann et en assuma la présidence. La fondation elle-même fut financée avec les bénéfices du groupe.

### 1994–2000

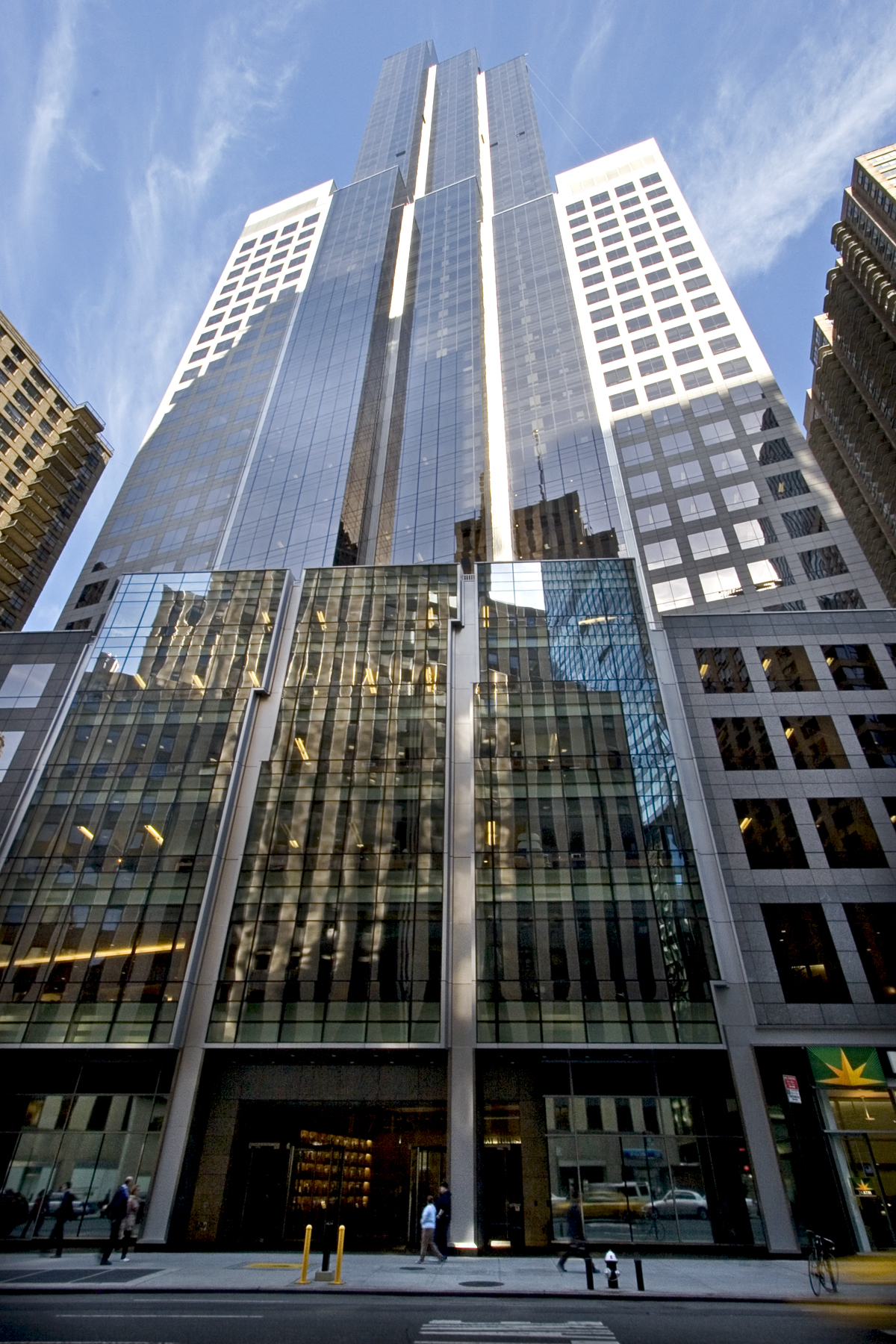
Penguin Random House Tower à New York (2005).

En 1994, Gruner + Jahr racheta les revues du New York Times ce qui renforça encore la présence du groupe sur son marché étranger le plus important. Bertelsmann posséda un département Multimédia à partir de 1995. Ce dernier était surtout focalisé sur AOL Europe, une coentreprise d’America Online et de Bertelsmann. Au préalable, Bertelsmann avait déjà acquis une participation directe d’America Online. La division Multimédia incluait aussi mediaWays, Pixelpark et BMG Interactive, active dans le domaine des jeux vidéo, revendue en 1998 à Take-Two Interactive. En 1997, UFA fusionna avec la Compagnie Luxembourgeoise de Télédiffusion (CLT) pour former ensemble un groupe de divertissement dont le siège était au Luxembourg,. Grâce à CLT-UFA, Bertelsmann put diversifier ses activités commerciales de manière décisive. En 1998, Thomas Middelhoff remplaça Mark Wössner comme président-directeur général de Bertelsmann. Thomas Middelhoff avait auparavant occupé le poste de membre du conseil d’administration responsable de la branche Multimédia. Mark Wössner entra au conseil de surveillance de l’entreprise et dirigea dorénavant la Fondation Bertelsmann.
La reprise de la maison d’édition américaine Random House se produisit durant le changement de direction,. Ainsi, Bertelsmann devint le plus grand groupe éditorial du monde anglophone. Random House fusionna avec Bantam Doubleday Dell et le groupe domicilia la direction de toutes les maisons d’édition de Bertelsmann à New York,. En 1999, Bertelsmann racheta la maison d’édition scientifique de Springer,, qui était entre autres leader sur le marché des mathématiques et de la physique. En 2000, Bertelsmann se sépara de ses parts d’AOL Europe. La vente de ses parts de la coentreprise à America Online rapporta des milliards à Bertelsmann. La même année, Bertelsmann et le groupe de médias Pearson formèrent RTL Group à partir de leurs filiales télévisuelles. Bertelsmann ne possédait au départ qu’une minorité de parts de l’entreprise, mais augmenta progressivement sa participation. Bertelsmann obtint par la suite la majorité des parts de RTL en échangeant des actions avec le Groupe Bruxelles Lambert (GBL) qui possédait alors 25,1 % des parts du groupe.

### 2001–2007
Sous la direction de Thomas Middelhoff, Bertelsmann renforça sa présence dans le secteur Internet. Ce faisant, sa participation à Napster attira une grande attention médiatique,. L’objectif de la coopération était entre autres de freiner la diffusion illégale d'œuvres protégées par des droits d’auteur. En 2001, le service dut toutefois fermer en raison de litiges juridiques. Bertelsmann fut confronté à des demandes d’indemnités de la part de l’industrie musicale,. Afin de financer la poursuite de la croissance du groupe, Thomas Middelhoff aborda le sujet de l’introduction en bourse de Bertelsmann. Cela conduit à un conflit de principes avec la famille Mohn. En 2002, Gunter Thielen devint le nouveau président-directeur général de Bertelsmann et certains médias exprimèrent un avis critique sur le changement,,.
Il s’ensuivit une phase de consolidation afin de résoudre les problèmes des secteurs d’activité fondamentaux. Bertelsmann revendit par exemple des entreprises de commerce en ligne qui n’étaient pas rentables, dont entre autres bol.de et la boutique en ligne de Barnes & Noble. Gruner + Jahr céda le journal Berliner Zeitung et la maison d’édition scientifique BertelsmannSpringer fut également revendue,. Durant l’exercice 2003, le groupe annonça sa participation à une coentreprise avec Sony pour ses activités musicales. Bertelsmann et Sony possédaient respectivement la moitié des parts. Avec cette transaction, les parties prenantes voulaient réagir à la diminution des chiffres d’affaires sur le marché musical,. De plus, Gunter Thielen prépara le rachat des parts du Groupe Bruxelles Lambert de façon que la famille Mohn reprenne de nouveau le contrôle complet du groupe à partir de 2006,. Cette mesure fut entre autres financée par la vente de sa maison d’édition de musique à l’entreprise de médias française Vivendi,. Durant le mandat de Gunter Thielene, Bertelsmann compta pour la première fois plus de 100 000 employés.
La Fondation Bertelsmann contribue fortement à influer en faveur des réformes Hartz. Elle finance des expertises et des conférences, diffuse des argumentaires auprès des journalistes et met en place des réseaux de « bonnes volontés ». Pour l'universitaire Helga Spindler : « Sans le travail de préparation, d’accompagnement et d’après-vente déployé à tous les niveaux par la Fondation Bertelsmann, les propositions de la commission Hartz et leur traduction législative n’auraient jamais pu voir le jour ».

### 2008–2015

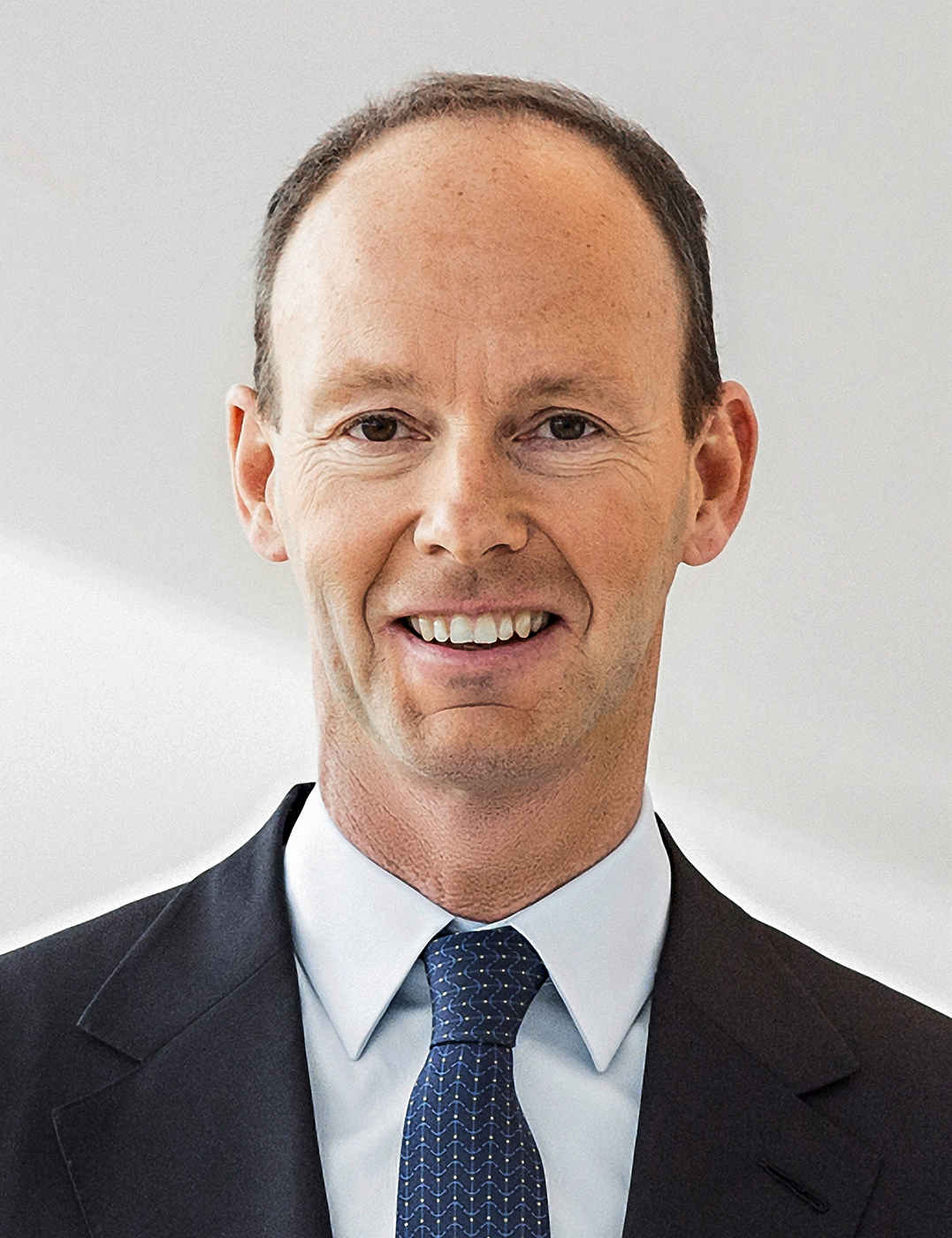
Thomas Rabe, Président-directeur général depuis 2012.

Hartmut Ostrowski fut nommé président-directeur général en 2008,. Bertelsmann vendit ses parts du label Sony BMG qui s’appelle depuis Sony Music Entertainment,. En 2008, Bertelsmann acquit les droits de l’encyclopédie Brockhaus, laquelle fut alors publiée par l’éditeur Wissen Media Verlag. À la fin de l’année 2011, Hartmut Ostrowski annonça de manière inattendue qu’il allait quitter Bertelsmann pour des raisons personnelles,. Depuis 2012, Thomas Rabe est président-directeur général de Bertelsmann.
En 2013, Bertelsmann introduisit en bourse une partie de ses actions du RTL Group afin de financer la poursuite de sa croissance grâce aux recettes de la vente,. En 2013, l’éditeur Penguin Random House résultant de la fusion de Penguin Group et Random House devint la plus grande maison d’édition généraliste au monde. En 2014, Gruner + Jahr fut entièrement repris par Bertelsmann,. Sous la direction de Thomas Rabe, Bertelsmann investit également plus dans le secteur de l’enseignement, : le prestataire américain Relias Learning fut par exemple acquis en 2014. L’entreprise fait partie du Bertelsmann Education Group créé en 2015. Le Club Bertelsmann fut liquidé,, mais certains partenaires de distribution s’y opposent sur le plan juridique,. Le groupe rassembla ses activités d’impression au sein du Bertelsmann Printing Group en 2016,.

### 2016–2020
Bertelsmann poursuivit son expansion en créant une nouvelle structure composée de huit divisions en 2016. Pour consolider également son activité principale, Bertelsmann, entre autres choses, augmenta en 2017 sa participation dans Penguin Random House de 53 à 75 pour cent,. Par le retrait partiel de Pearson, Bertelsmann s’assura la majorité stratégique des trois quarts dans la plus grande maison d’édition du monde,,. Celle-ci publie entre autres les mémoires de Michelle et Barack Obama,.
Arvato fut plus étroitement rattaché au groupe, notamment par le biais de changements au sein de la direction. Depuis, les directeurs des différentes divisions (Solution Groups) dépendent directement des membres du conseil d’administration de Bertelsmann. Pour l’activité Gestion de la relation client, on examina diverses options stratégiques et l’on opta en 2018 pour la création d’une entreprise dans ce secteur avec le Groupe Saham,. La nouvelle entreprise, Majorel, compte parmi les acteurs les plus importants du marché en Europe, au Moyen-Orient et en Afrique.
La division Formation, en pleine croissance, fut renforcée par la reprise du prestataire nord-américain OnCourse Learning en 2018. Celle-ci représenta l’une des plus importantes transactions du groupe sur le marché nord-américain. L’entreprise propose des programmes de perfectionnement et des formations continues, sous forme numérique, pour des clients issus du secteur santé et financier. S’engageant lui-même pour l’apprentissage tout au long de la vie, le groupe Bertelsmann attribua des dizaines de milliers de bourses Udacity en 2017 et 2019 pour permettre aux personnes talentueuses intéressées d’effectuer des formations dans le domaine des mégadonnées, de l’informatique en nuage et de l’intelligence artificielle entre autres,.
Bertelsmann encouragea un renforcement de la coopération entre les divisions du groupe et s’ouvrit à des collaborations avec d’autres entreprises médiatiques telles qu’Ad Alliance créée en 2017, dans laquelle le Mediengruppe RTL Deutschland et Gruner + Jahr mirent en commun la commercialisation de leurs espaces publicitaires,,. Entre-temps, les distributeurs du Spiegel, d’Axel Springer et de Funke Mediengruppe se sont joints à Ad Alliance qui atteint plus de 99 pour cent de la population allemande,.
En 2019, Bertelsmann consolida également la coopération des activités à contenus allemandes en créant Content Alliance sous la direction de Julia Jäkel,. Ceci concerne notamment les chaînes de télévision et les stations de radio du Mediengruppe RTL Deutschland, la société de production UFA, le groupe éditorial Random House, Gruner + Jahr ainsi que l’entreprise d’édition musicale BMG. Bertelsmann Content Alliance développe des formats communs et propose une gamme complète de produits et de services pour les créateurs. En décembre 2019, Pearson vend sa participation de 25 % dans Penguin Random House pour 675 millions de dollars à Bertelsmann. En novembre 2020, Bertelsmann annonce l'acquisition de Simon & Schuster pour plus de 2 milliards de dollars. Ce rachat est bloqué en 2022 pour des raisons de concurrences par la justice américaine.

### 2021–Présent
À partir de janvier 2021, Bertelsmann amorce des pourparlers pour la vente des activités françaises de sa filiale RTL Group. La direction souhaite prendre le virage du changement de stratégie vis-à-vis des médias, notamment en intégrant davantage les plateformes streaming au détriment des chaînes de télévision traditionnelles, dans le but de consolider le secteur audiovisuel en Europe. En février 2023, Bertelsmann annonce la suppression de 700 emplois dans son pôle de presse magazine, ce qui représente un tiers des effectifs de cette activité. En janvier 2025, le groupe annonce la conclusion un accord avec OpenAI pour utiliser son logiciel ChatGPT à des fins éditoriales (pour RTL Allemagne) et marketing (pour Penguin Random House). Contrairement à d'autres accords entre OpenAI et des groupes de presse, l'entreprise ne rétribue pas Bertelsmann et n'obtient aucun droit sur ses contenus.

## Structure du groupe

### Forme juridique
De 1971 à 2012, Bertelsmann était une société anonyme de droit allemand. Le groupe fut ensuite transformé en société en commandite par actions dont la commanditée est une societas europaea,. Bertelsmann expliqua ce choix entre autres par la volonté de s’ouvrir à des investisseurs. Ces derniers devaient surtout participer au financement de la croissance à venir. Les médias qualifièrent ce changement de forme juridique de « changement d’époque », car il permettait en principe aussi une introduction en bourse,. Cette dernière ne fut finalement pas mise en œuvre,. Bertelsmann est aujourd’hui une entreprise faisant appel public à l’épargne, laquelle émet par exemple des obligations. Depuis 2011, le groupe dresse son bilan selon les normes internationales d'information financière (IFRS).

### Propriétaires
La nouvelle forme juridique ne change rien aux rapports de propriété de Bertelsmann. Dès les années 1970 et 1980, la famille Mohn avait déjà mis en place la Fondation Bertelsmann qui possède la majorité des parts du capital de Bertelsmann depuis 1993,. Ce faisant, des raisons fiscales jouèrent également un rôle,. Ce chemin devait également servir à assurer la continuité de l’entreprise. D’après le groupe, la famille Mohn possède aujourd’hui 19,1 % des parts du capital de Bertelsmann. Les fondations Bertelsmann, Reinhard Mohn et BVG arrivent ensemble à 80,9 %. La société de gestion Bertelsmann Verwaltungsgesellschaft possède une influence décisive sur le groupe : elle rassemble tous les droits de vote de la famille Mohn et des fondations participantes. Ensemble, elles arrivent à 100 % dans les assemblées générales de la société du groupe (Bertelsmann SE & Co. KGaA) et de sa commanditée (Bertelsmann Management SE).

### Direction
La direction de Bertelsmann SE & Co. KGaA revient à la société Bertelsmann Management SE. Le président-directeur général de Bertelsmann Management SE est Thomas Rabe,. Le conseil d’administration inclut également Markus Dohle, Immanuel Hermreck, Bernd Hirsch et Anke Schäferkordt. En 2012, Bertelsmann créa en plus le Group Management Committee, lequel donne son avis au conseil concernant des questions importantes. Certains médias rapportèrent qu’un nombre relativement important de femmes furent nommées dans le Group Management Committee,. Bertelsmann SE & Co. KGaA et Bertelsmann Management SE possèdent respectivement un conseil de surveillance qui contrôle la direction. En 2013, Christoph Mohn assuma la présidence des deux conseils de surveillance. Parmi les membres de sa famille, Liz Mohn et Brigitte Mohn font également partie des conseils de surveillance de ces deux sociétés.

## Domaines d’activités
Bertelsmann est un groupe à l’organisation décentralisée. Cela signifie que les différents secteurs d’activité travaillent de manière largement indépendante. La holding du groupe assume les tâches centrales, par exemple dans le domaine Corporate Finance. En 2016, Bertelsmann introduisit une nouvelle structure et le groupe est donc aujourd’hui composé de huit domaines d’activité : RTL Group (télévision et radio), Penguin Random House (livres), BMG (droits musicaux), Arvato (prestations de service), Bertelsmann Education Group (enseignement), Bertelsmann Printing Group (impression) et Bertelsmann Investments (participations).

### RTL Group
RTL Group est une entreprise leader sur le marché européen du divertissement, laquelle est domiciliée au Luxembourg. L’entreprise gère des chaînes de télévision et de radio privées et financées par la publicité dans différents pays, dont RTL et VOX en Allemagne. Elle est également l'actionnaire de référence du groupe M6, un des principaux diffuseurs de télévision en France. En 2015, une unité séparée portant le nom de RTL Digital Hub fut créée pour les vidéos en ligne. De plus, des sociétés de production telles que FremantleMedia font partie de RTL Group. En janvier 1997, Bertelsmann fusionna l’UFA Film- und Fernsehgesellschaft avec la Compagnie Luxembourgeoise de Télédiffusion (CLT). La fusion de CLT-UFA avec Pearson TV en 2000 marque le début de RTL Group. L’entreprise est cotée en bourse et est majoritairement détenue par Bertelsmann depuis 2001. À la suite de la vente d’actions en 2013, ses parts s’élèvent à 75,1 %. En 2021, les ventes du groupe RTL s'élèvent à 6,637 milliards d'euros.

### Penguin Random House
Penguin Random House est la plus grande maison d’édition généraliste au monde concernant les livres. L’entreprise fut fondée en 2013 par la fusion des branches du livre de Bertelsmann et Pearson. Avec la reprise de Random House, le groupe devint dès 1998 la plus grande maison d’édition de livres dans le monde anglophone. L’entreprise compte environ 250 maisons d’édition sur cinq continents, non seulement Random House et Penguin Books mais aussi Doubleday, Knopf ou Viking. Le groupe éditorial allemand Random House domicilié à Munich ne fait pas partie de Penguin Random House, mais appartient au même domaine d’activité chez Bertelsmann. Le siège social de Penguin Random House est située dans la Penguin Random House Tower à New York. Bertelsmann possède actuellement 53 % de la société. En 2021, la société a réalisé un chiffre d'affaires de 4,030 milliards d'euros.

### BMG
BMG est un éditeur de musique dont le siège est à Berlin. Le catalogue de BMG inclut par exemple les droits d’auteurs pour des œuvres de Céline Dion, Jennifer Lopez, Ronan Keating et Britney Spears. L’entreprise fut fondée en 2008 à la suite de la sortie du groupe du marché musical,. Après la vente de Sony BMG, Bertelsmann conserva ses droits concernant 200 artistes, principalement européens. En 2009, Kohlberg Kravis Roberts & Co. acheta des parts de BMG et détint ainsi une participation majoritaire de 51 % tandis que les parts de Bertelsmann s’élevaient à 49 %,. Depuis 2013, BMG appartient de nouveau entièrement à Bertelsmann. BMG se transforma en domaine d’activité de Bertelsmann en 2016. En 2021, les ventes s'élèvent à 663 millions d'euros.

### Arvato
Arvato est une entreprise de prestations de services internationale. Dans sa forme actuelle, l’entreprise fut fondée en 1999. À l’époque, les secteurs Impression et Industrie de Bertelsmann furent restructurés. Cette opération donna plus de poids aux prestations de services par rapport aux secteurs Impression et Industrie de l’époque,. Dès les années 1950, Bertelsmann faisait déjà partie des entreprises de prestations de services, par exemple en assumant la livraison de livres pour d’autres maisons d’édition. Aujourd’hui encore, le domaine d'activité Vereinigte Verlagsauslieferung (VVA) est détenu par Arvato. En outre, Arvato réalise désormais des prestations de services dans les secteurs suivants : Customer-Relationship-Management (CRM), Supply-Chain-Management (SCM), finances et technologies de l'information,. Le siège social d’Arvato est situé à Gütersloh. L'entreprise possède aussi des succursales dans 22 pays dont la Chine et les États-Unis. En 2021, Arvato et un chiffre d’affaires s’élevait à 5,035 milliards d’euros.

### Bertelsmann Printing Group
En 2016, le groupe rassembla ses activités d’impression numérique, offset et en taille douce au sein du Bertelsmann Printing Group. Il s’agit du plus grand représentant du secteur en Europe. Le siège du groupe de sociétés est situé à Gütersloh. Le Bertelsmann Printing Group inclut GGP Media, Mohn Media, Prinovis, Sonopresse, Vogel Druck et quelques autres entreprises mais aussi la société Be Printers,. Be Printers est une succursale d’Arvato, qui fut fondée en 2012 afin de consolider les activités du groupe dans le secteur de l’impression. En raison des tirages en baisse, cette activité était soumise à une forte pression depuis des années. Durant l’exercice 2021, Bertelsmann Printing Group atteint un chiffre d’affaires de 1,319 milliard d’euros.

### Bertelsmann Education Group
Le Bertelsmann Education Group est le groupe d’entreprises de Bertelsmann consacré à l’enseignement. Il fut fondé en 2015 et son siège est situé à New York. Il inclut par exemple l’Alliant International University en Californie ainsi que Relias Learning. Le rachat de Relias Learning en 2014 fut à l’origine du Bertelsmann Education Group et constituait la plus grande reprise de Bertelsmann depuis l’acquisition de Random House. En 2021, le Bertelsmann Education Group a réalisé un chiffre d'affaires de 283 millions d'euros.

### Bertelsmann Investments
Ce domaine d’activité regroupe les participations de Bertelsmann dans des start-ups. L’essentiel des activités se concentre au Brésil, en Chine et en Inde ainsi qu’aux États-Unis et en Europe. Bertelsmann Digital Media Investments est domicilié à Gütersloh et se focalise surtout sur les États-Unis depuis 2014,. Avec Bertelsmann Asia Investments, Bertelsmann Brazil Investments et Bertelsmann India Investments, il existe trois autres fonds qui œuvrent dans les régions de croissance définies par le groupe. Bertelsmann Investments possède des parts dans plus de 100 start-ups, lesquelles sont principalement actives dans l’économie numérique. En 2021, les ventes ont atteint 8 millions d'euros.

## Sites

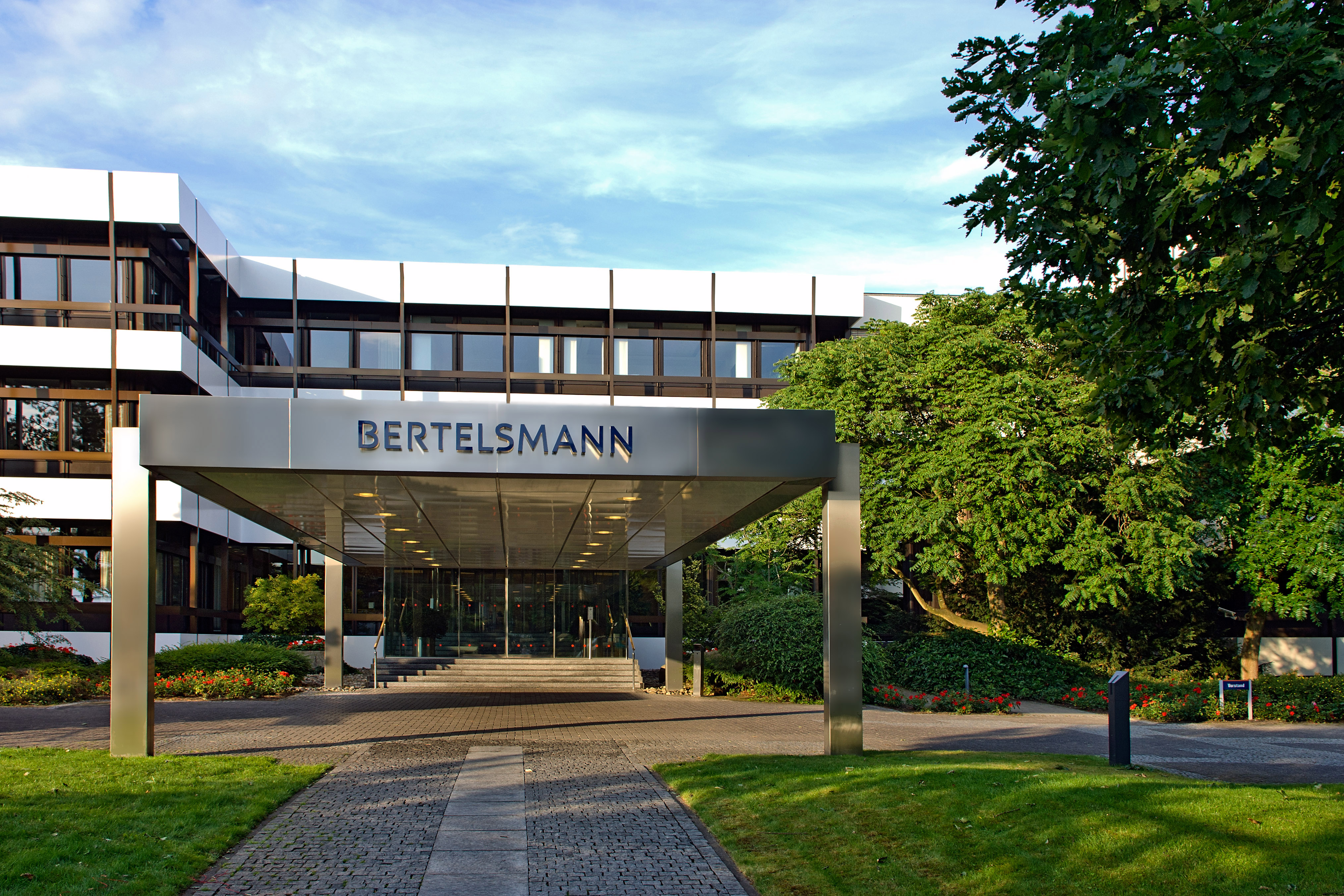
Siège du groupe à Gütersloh (2011).

Depuis les années 1970, le siège de Bertelsmann est situé dans le quartier d’Avenwedde à Gütersloh et il s’étend sur une superficie de 26 100 m2. Les immeubles de bureaux furent construits en 1976 puis agrandis en 1990. En plus des organisations habituelles, le siège de Gütersloh accueille la Bertelsmann University, une école supérieure spécialisée pour les dirigeants du groupe. En 1992, Bertelsmann racheta le Bertelsmann Building à New York et y installa son siège pour l’Amérique du Nord. Le bâtiment fut revendu en 2004. La représentation commerciale à Berlin fut ouverte en 2003 dans le bâtiment de l’Alte Kommandantur situé dans le cœur historique de la ville. Dans le cadre de l’internationalisation, d’autres Corporate Centers furent ouverts par Bertelsmann à Pékin (2006), New-Delhi (2012) et São Paulo (2012).
Avec tous ses domaines d’activité, Bertelsmann compte presque 350 lieux d’implantation dans le monde entier. La majorité se trouve en Europe où le groupe réalise la plus grande partie de son chiffre d’affaires. Durant les dernières années, le groupe accorda une attention particulière aux nouveaux pays industrialisés que sont le Brésil, la Chine et l’Inde,. Au Brésil, le groupe développe surtout ses activités liées à l’enseignement,. Bertelsmann est présent en Chine depuis 1992 et tous ses domaines d’activités y sont aujourd’hui représentés,. En Inde, le groupe mise entre autres sur la croissance du secteur du commerce en ligne,.

## Critiques
Durant les années 1990, des questions et des critiques furent formulées quant au rôle du groupe durant le Troisième Reich. L’élément déclencheur fut un discours du président-directeur général Thomas Middelhoff qu’il tint en 1998 à New York alors qu’il était récompensé par le Vernon A. Walters Award. Thomas Middelhoff présenta Bertelsmann comme étant l’une des rares entreprises de médias non-juives à avoir été fermées par les nationaux-socialistes pour avoir publié de la littérature subversive. Cet avis fut par exemple sévèrement critiqué par le journaliste Hersch Fischler,. Ce discours donna lieu à un large débat public et conduit fin 2008 à la création par le groupe d’une commission historique indépendante (Unabhängige Historische Kommission ou UHK). Cette dernière fut dirigée par Saul Friedländer tandis que Norbert Frei, Trutz Rendtorff et Reinhard Wittmann en étaient membres. L’UHK présenta un rapport intermédiaire en 2000 et son rapport final en 2002. Ce dernier établit par exemple qu’il était incontestablement inexact d’affirmer que la maison d’édition C. Bertelsmann Verlag ait résisté au national-socialisme,,. La thèse de la « fermeture en tant que maison d’édition de la Résistance » ne put pas être étayée. L’historien Volker Ullrich déclara dans l’hebdomadaire Die Zeit qu’il ne restait rien de la « prétendue maison d’édition de la Résistance ». Depuis 2003, les dossiers de l’UHK sont accessibles au public dans les archives du groupe à Gütersloh.
Bertelsmann attira également l’attention du public en raison des critiques envers la Fondation Bertelsmann. Il lui fut reproché de pratiquer une ingérence politique ainsi que de mélanger des intérêts généraux et privés,. Le journaliste Thomas Schuler publia un livre à ce sujet en 2010,.